# Maaike Jansen
Maaike Jansen (Raalte, 4 april 1990) is een Nederlandse zangeres en DJ. In oktober 2007 won ze het tweede seizoen van het televisieprogramma So You Wanna Be a Popstar.
In het najaar van 2007 zond SBS6 het tweede seizoen van het televisieprogramma So You Wanna Be a Popstar uit. Jansen drong door tot de laatste tien en wist op 27 oktober de finale te winnen van Tessa van Tol. Haar eerste single "Don't look for me" kwam meteen na de finale uit en die behaalde de 5de plaats in de Nederlandse Top 40 en de 2de plaats in de Single Top 100.
Op 11 april 2008 werd de single "Everything I've Got" uitgebracht en die behaalde de 42ste plaats in de Single Top 100. Op 24 november 2008 werd "Hold Me Forever" uitgebracht.
In 2013 kwam haar album uit, waaraan ze met producers Mike Blake & Mike Shannon twee jaar heeft gewerkt. Tegelijk verschenen de videoclips 'You Can't Have Everything' en 'Burning Bridges', die in onder andere New York, Los Angeles en Londen werden opgenomen. De single "Burning bridges" behaalde de 65e plaats in de Single Top 100.
Jansen is ook DJ. In 2013 was zij voor het eerst op het Amsterdam Dance Event te zien. In Monaco draaide ze tijdens de Formule 1 voor de vader van Michael Jackson op 'n superjacht.

## Privé
Jansen is getrouwd met DJ/Producer, videojockey en presentator Theo Nabuurs en hebben samen een kind.

## Discografie

### Singles
| Single met eventuele hitnotering(en) in de Nederlandse Top 40 | Datum van verschijnen | Datum van binnenkomst | Hoogste positie | Aantal weken | Opmerkingen                 |
| ------------------------------------------------------------- | --------------------- | --------------------- | --------------- | ------------ | --------------------------- |
| Don't look for me                                             | 27-10-2007            | 10-11-2007            | 5               | 6            | Nr. 2 in de Single Top 100  |
| Everything I've got                                           | 11-04-2008            | -                     |                 |              | Nr. 42 in de Single Top 100 |
| Hold me forever                                               | 24-11-2008            | -                     |                 |              |                             |
| Burning bridges                                               | 23-01-2013            | -                     |                 |              | Nr. 65 in de Single Top 100 |